# USS Puget Sound (CVE-113)
Pour les autres navires du même nom, voir USS Puget Sound.
Le USS Puget Sound (CVE-113) était un porte-avions d'escorte de classe Commencement Bay de la marine américaine. Il a été lancé le 20 septembre 1944 par le chantier naval Todd-Pacific à Tacoma dans l'État de Washington ; parrainé par Mme Bert A. Teats of Sheridan, Oreg.; et commandé le 18 juin 1945 à Tacoma, Capitaine Charles F. Coe dans la commande.

## Historique
Après des essais et des aménagements dans le chantier naval de Puget Sound, Puget Sound s'est dirigé vers le sud le 6 juillet 1945 pour essais en mer jusqu'à San Diego, en Californie, où il a embarqué le Marine Air Group 6. Il a quitté San Diego le 8 septembre pour une brève formation dans le îles hawaïennes avant de continuer à soutenir l'occupation du Japon.
Puget Sound est entré dans la baie de Tokyo le 14 octobre 1945. Ses avions se sont joints à la démonstration de force et ont effectué des patrouilles antimines à l'appui des débarquements de la 10e armée à Matsuyama et Nagoya. De là, l'entraînement tactique l'a emmenée aux Philippines, à Hong Kong et dans les Mariannes. Chargement d'avions excédentaires à Apra Harbor, à Guam, il a pris la mer le 6 janvier 1946 pour Pearl Harbor, où il a déchargé ceux-ci. À San Diego, le 23 janvier, le Marine Air Group 6 a été détaché et Puget Sound a servi pour l'Opération Magic Carpet aux vétérans de la guerre du Pacifique.
De février à mai 1946, Puget Sound a effectué deux trajets « Magic Carpet » entre San Diego et Pearl Harbor et un entre Alameda et Okinawa, transportant 1.200 soldats et des avions excédentaires.
Le 1er juin 1946 Puget Sound est entré au chantier naval de Puget Sound pour sa désactivation, puis est mis dans la Flotte de Réserve Pacifique à Tacoma. Sa classification et son numéro de coque ont été changés en CVHE-113, à compter de juin 1955, puis en AKV-13, cargo et ferry pour avions. Rayé du Naval Vessel Register le 1er juin 1960, il est vendu à la ferraille le 10 janvier 1962 à Nicholai Joffee Corp.